# Leva búlgara
La leva (en búlgaro: лев (lev), en plural лева (leva) es la divisa de Bulgaria. El código ISO 4217 para esta unidad monetaria es BGN y  su abreviatura Lv. Se subdivide en 100 stotinki (стотинки). En búlgaro antiguo, la palabra lev significaba «león».
El 1 de enero de 2026, Bulgaria adoptará el euro sustituyendo a la leva.

## Historia
La leva fue introducida en 1881 con una tasa de cambio fija respecto al franco francés. Desde entonces, la moneda ha sufrido tres revaluaciones. La primera fue en 1952 a causa de la inflación en la postguerra y se hizo con una tasa de cambio de una leva nueva por 100 de las antiguas. Después, en 1962, se vuelve a revaluar la moneda a razón de una leva por 10 de las devaluadas. A partir de aquí la leva entró en un periodo de estabilidad de cerca de tres décadas. A diferencia de otras monedas de los Estados socialistas, la leva no era convertible a las monedas de los Estados occidentales. Sin embargo, la tasa de cambio oficial era de aproximadamente 90 stotinki (céntimos) por dólar estadounidense, en el mercado negro se pagaba entre cinco y seis veces más.
Después de la caída del comunismo la leva vuelve a sufrir fuertes episodios de inflación. Por este motivo, en 1997 se estableció una tasa de cambio fija con el marco alemán (DEM) a razón de 1.000 levas por marco. El 5 de julio de 1999, la leva se vuelve a revaluar y se estableció la paridad con el marco alemán (1 BGN = 1 DEM). A causa de la sustitución del marco alemán por el euro el 1 de enero de 2002, la leva mantuvo una tasa de cambio fija respecto de la moneda única europea a razón de 1,95583 levas por euro.

## Monedas
Las monedas que circulan actualmente son: 1, 2, 5, 10, 20, 50 stotinki (céntimos); y 1 y 2 levas.

## Billetes
A continuación una breve descripción de los billetes búlgaros en circulación oficial:
- 1 BGN
  - 112 × 60 mm
  - Tonalidad: rojo
  - Anverso: un icono de San Juan de Rila del año 1789
  - Reverso: el Monasterio de Rila
  - Este billete está fuera de circulación[4]

- 2 BGN
  - 116 × 64 mm
  - Tonalidad: violeta
  - Anverso: el teólogo Pagisios de Chiliandar, de fondo el Monasterio Zografou en Monte Athos
  - Reverso: escudo con un león rampante y el escudo de armas de Bulgaria
  - Este billete está fuera de circulación[5]

- 5 BGN
  - 121 × 67 mm
  - Tonalidad: rosa
  - Anverso: el pintor y diseñador Iván Milev, de fondo detalle de su pintura "Arte y la Corona de Espinas"
  - Reverso: detalle de sus pinturas "Mujer Cosechando" y "La Boda del Dragón"

- 10 BGN
  - 126 × 70 mm
  - Tonalidad: verde y rosa
  - Anverso: el lingüista Petar Beron, de fondo un globo terráqueo, un rinoceronte y una ballena
  - Reverso: un telescopio y motivos relacionados con la Astrología

- 20 BGN
  - 121 × 73 mm
  - Tonalidad: azul
  - Anverso: Stefan Stambolov, de fondo una edición facsímil de su antología "Canciones y Poemas" y el sello del Comité Edinstvo
  - Reverso: el edificio de la Asamblea Nacional y fragmentos de los puentes del Águila y del León en Sofía

- 50 BGN
  - 136 × 76 mm
  - Tonalidad: marrón
  - Anverso: el poeta y crítico literario Pencho Slaveykov, de fondo el Teatro Nacional y la Biblioteca Nacional en Sofía
  - Reverso: fragmento de un poema en su antología "Canciones Épicas" y motivos alegóricos al mismo

- 100 BGN
  - 141 × 79 mm
  - Tonalidad: verde obscuro
  - Anverso: el escritor Aleko Konstantinov y un facsímil de su primera edición de "Un Viaje a Chicago y Vuelta"
  - Reverso: el escritor rodeado de libros, flores, un reloj y letras cirílicas

## Euro
El 10 de julio de 2020, la leva se incorporó al MTC II, el mecanismo de tipos de cambio de la Unión Europea, con un tipo de 1,95583 levas = 1 euro con una banda de fluctuación de ± 15 %.
El 4 de junio de 2025, la Comisión Europea propuso la entrada de Bulgaria en la zona del euro. El 26 de junio de 2025, los jefes de Estado y de Gobierno de la Unión Europea aprobaron dicha incorporación. Finalmente, el 8 de julio de 2025, el Consejo de Asuntos Económicos y Financieros de la UE (ECOFIN) dio luz verde a la incorporación de Bulgaria a la zona del euro y estableció la tasa de cambio irrevocable en 1,95583 levas búlgaras = 1 euro.